# 松平康信
松平 康信（まつだいら やすのぶ）は、江戸時代前期の大名。下総国佐倉藩の第2代藩主。後に摂津国高槻藩主を経て、丹波国篠山藩の初代藩主となる。形原松平家7代当主。

## 生涯
慶長5年（1600年）2月9日、上総国五井の領主（後に下総佐倉藩の初代藩主）である松平家信の次男として上総五井で誕生した。慶長6年（1601年）に父と共に三河国形原藩に移った。慶長17年（1612年）に従五位下・若狭守に叙位・任官する。慶長19年（1614年）から始まった大坂の陣では、冬・夏共に徳川方として参加した。
寛永15年（1638年）、父の死去により家督を継いで佐倉藩主となる。寛永17年（1640年）9月28日に摂津高槻に移封される。慶安2年（1649年）7月4日、1万4000石を加増されて5万石とされた上で、丹波篠山に移封された。篠山藩政では、4ヵ年にわたる検地を実施して郷村制度を確立し、さらに旧勢力である土豪を一掃して藩政を確立している。また、寛文6年（1666年）には丹後国宮津藩主京極高国が改易された際の宮津城受け取り役を務めたことなどから、寛文7年（1667年）12月28日に従四位下に昇叙された。
寛文9年（1669年）9月29日、老齢を理由に家督を長男の典信に譲って隠居する。しかしその典信が寛文12年（1672年）に早世したため、孫の信利を次の藩主に擁立し、自らは後見人として藩政を執った。その信利も早世したため、信利の弟の信庸を新たに擁立して、天和2年（1682年）6月13日に死去するまで藩政を執る。

## 親族
- 父：松平家信（1565年 - 1638年）
- 母：紫雲院 - 太田輝資娘
- 正室：常覚院 - 水野重央娘
  - 長男：松平典信（1629年 - 1673年）
- 継室：長松院 - 酒井忠勝娘
- 生母不明の子女
  - 次男：松平昭信
  - 三男：松平英信
  - 四男：松平信則
  - 女子：常子 - 松平英親正室
  - 女子：土屋政直正室
  - 女子：石川正長室
  - 女子：松平広良室